# Dendrifantins
Els dendrifantins (Dendryphantinae) són una subfamília de la família dels saltícids, aranyes que es caracteritzen per la seva visió i capacitat de saltar. Aquesta subfamília es localitza principalment en el continent americà tot i que també hi ha espècies a Àsia, Àfrica, Europa o Polinèsia. Les femelles generalment mostren un parell de taques a l'abdomen, i els mascles sovint tenen dos grans quelícers.

## Sistemàtica
La categorització dels gèneres en tribus s'ha realitzat seguint la proposta de Joel Hallan Biology Catalog.

### Dendryphantini
- Anicius, Chamberlin, 1925 (1 espècie, Mèxic)
- Ashtabula, Peckham & Peckham, 1894 (9 espècies, Brasil fins a Panamà)
- Avitus, Peckham & Peckham, 1896 (6 espècies, Argentina fins a Panamà, Jamaica)
- Bagheera, Peckham & Peckham, 1896 (2 espècies, Guatemala fins a Mèxic)
- Beata, Peckham & Peckham, 1895 (22 espècies, Amèrica del Sud, Madagascar)
- Bellota, Peckham & Peckham, 1892 (9 espècies, Amèrica, Pakistan)
- Bryantella, Chickering, 1946 (2 espècies, Panamà fins a Argentina)
- Cerionesta, Simon, 1901 (2 espècies, Guaiana, St. Vincent)
- Chirothecia, Taczanowski, 1878 (12 espècies, Amèrica del Sud)
- Dendryphantes, C. L. Koch, 1837 (57 espècies, Euràsia, Àfrica, Amèrica)
- Empanda, Simon, 1903 (1 espècie, Guatemala)
- Eris, C. L. Koch, 1846 (12 espècies, Alaska fins a l'Equador)
- Gastromicans, Mello-Leitao, 1917 (6 espècies, Amèrica del Sud, Amèrica Central)
- Ghelna, Maddison, 1996 (4 espècies, Amèrica del Nord)
- Hentzia, Marx, 1883 (21 espècies, Amèrica)
- Lurio, Simon, 1901 (5 espècies, Amèrica del Sud)
- Macaroeris, Wunderlich, 1992 (9 espècies, Euràsia)
- Mburuvicha, Scioscia, 1993 (1 espècie, Argentina)
- Metaphidippus, F. O. P.-Cambridge, 1901 (47 espècies, Amèrica)
- Osericta, Simon, 1901 (2 espècies, Perú, Brasil)
- Paradamoetas, Peckham & Peckham, 1885 (4 espècies, Canadà fins a Panamà)
- Paramarpissa, F. O. P.-Cambridge, 1901 (6 espècies, EUA, Mèxic)
- Paraphidippus, F. O. P.-Cambridge, 1901 (14 espècies, EUA fins a Panamà)
- Parnaenus, Peckham & Peckham, 1896 (3 espècies, Amèrica Central, Amèrica del Sud)
- Pelegrina, Franganillo, 1930 (38 espècies, Canadà fins a Panamà)
- Phanias, F. O. P.-Cambridge, 1901 (12 espècies, EUA fins al Salvador, Galàpagos)
- Phidippus, C. L. Koch, 1846 (75 espècies, Amèrica, Índia)
- Sassacus, Peckham & Peckham, 1895 (17 espècies, Amèrica)
- Sebastira, Simon, 1901 (2 espècies, Venezuela, Panamà)
- Selimus, Peckham & Peckham, 1901 (1 espècie, Brasil)
- Semora, Peckham & Peckham, 1892 (4 espècies, Amèrica del Sud)
- Semorina, Simon, 1901 (4 espècies, Amèrica del Sud)
- Terralonus, Maddison, 1996 (7 espècies, EUA)
- Thammaca, Simon, 1902 (2 espècies, Perú, Brasil)
- Tulpius, Peckham & Peckham, 1896 (2 espècies, Brasil, Guatemala)
- Tutelina, Simon, 1901 (7 espècies, Canadà fins a Ecuador)
- Tuvaphantes, Logunov, 1993 (2 espècies, Rúsia)

### Donaldiini
- Donaldius'‘, Chickering, 1946 (1 espècie, Panamà)

### Rhenini
- Agassa'‘, Simon, 1901 (1 espècie, EUA)
- Alcmena'‘, C. L. Koch, 1846 (5 espècies, Amèrica del Sud fins a Mèxic)
- Homalattus'‘, White, 1841 (6 espècies, Àfrica del Sud, Sierra Leona)
- Napoca'‘, Simon, 1901 (1 espècie, Israel)
- Rhene'‘, Thorell, 1869 (47 espècies, Àsia, Africa, Amèrica del Sud)
- Romitia'‘, Caporiacco, 1947 (1 espècie, Guaiana)
- Tacuna'‘, Peckham & Peckham, 1901 (4 espècies, Brasil, Argentina)
- Zeuxippus'‘, Thorell, 1891 (4 espècies, Àsia)

### Rudrini
- Mabellina'‘, Chickering, 1946 (1 espècie, Panamà)
- Nagaina'‘, Peckham & Peckham, 1896 (6 espècies, Amèrica del Sud fins a Mèxic)
- Poultonella'‘, Peckham & Peckham, 1909 (2 espècies, EUA)
- Pseudomaevia'‘, Rainbow, 1920 (2 espècies, Polinèsia)
- Rudra'‘, Peckham & Peckham, 1885 (10 espècies, Amèrica del Sud fins a Guatemala)

### Zygoballini
- Messua'‘, Peckham & Peckham, 1896 (11 espècies, Amèrica Central)
- Rhetenor'‘, Simon, 1902 (2 espècies, EUA, Brasil)
- Zygoballus'‘, Peckham & Peckham, 1885 (21 espècies, Amèrica, Índia)